# Ligue 1/Rekordspieler
Diese Liste nennt die Fußballspieler mit mindestens 500 Einsätzen in der professionellen französischen Ligue 1 (bis 2002 Division 1 genannt) seit der Saison 1945/46. Für die Zeit von 1932 bis 1939 existiert in Frankreich keine vollständige Statistik, und die hier fehlenden Spielzeiten von 1939 bis 1945 gelten nicht als offizielle Meisterschaftswettbewerbe. Außerdem werden die aktuell noch aktiven Spieler sowie die Ausländer mit den meisten Ligue-1-Einsätzen genannt.

## Die Rekordspieler seit 1945
Stand: vor Saisonbeginn 2019/20.
In der aktuellen Spielzeit noch aktive Fußballer sind in Fettschrift dargestellt; die Aktualisierung ihrer Einsatzzahl erfolgt erst nach Saisonende.
| Rang | Name (Torhüter kursiv dargestellt) | Jahre     | Spiele | Vereine (in chronologischer Reihenfolge) |
| ---- | ---------------------------------- | --------- | ------ | --- |
| 01   | Mickaël Landreau                   | 1996–2014 | 618    | FC Nantes (335), Paris Saint-Germain (114), OSC Lille (119), SC Bastia (50)                                                                         |
| 02   | Jean-Luc Ettori                    | 1977–1994 | 602    | AS Monaco (602) |
| 03   | Dominique Dropsy                   | 1972–1989 | 596    | US Valenciennes (38), Racing Straßburg (372), Girondins Bordeaux (186)                                                                              |
| 04   | Dominique Baratelli                | 1967–1985 | 593    | AC Ajaccio (107), OGC Nizza (247), Paris Saint-Germain (239)                                                                                        |
| 05   | Alain Giresse                      | 1970–1988 | 586    | Girondins Bordeaux (519), Olympique Marseille (67)                                                                                                  |
| 06   | Sylvain Kastendeuch                | 1982–2001 | 577    | FC Metz (439), AS Saint-Étienne (105), FC Toulouse (33)                                                                                             |
| 07   | Patrick Battiston                  | 1973–1991 | 558    | FC Metz (181), AS Saint-Étienne (102), Girondins Bordeaux (207), AS Monaco (68)                                                                     |
| 08   | Jacques Novi                       | 1963–1980 | 545    | Olympique Nîmes (165), Olympique Marseille (196), Paris Saint-Germain (102), Racing Straßburg (82)                                                  |
| 09   | Roger Marche                       | 1945–1962 | 542    | Stade Reims (301), Racing Paris (241) |
| 10   | Henri Michel                       | 1966–1982 | 532    | FC Nantes (532) |
|      | Jean-Paul Bertrand-Demanes         | 1969–1987 | 532    | FC Nantes (532) |
| 12   | Robert Jonquet                     | 1945–1962 | 521    | Stade Reims (502), Racing Straßburg (19) |
| 13   | Patrice Rio                        | 1969–1987 | 509    | FC Rouen (33), FC Nantes (436), Stade Rennes (40)                                                                                                   |
| 14   | Sylvain Armand                     | 2000–2017 | 506    | FC Nantes (118), Paris Saint-Germain (285), Stade Rennes (103)                                                                                      |
| 15   | Joël Bats                          | 1976–1992 | 504    | FC Sochaux (66), AJ Auxerre (184), Paris Saint-Germain (254)                                                                                        |
|      | François Brisson                   | 1975–1993 | 504    | Paris Saint-Germain (81), Stade Laval (96), Racing Lens (143), Racing Straßburg (38), Olympique Marseille (31), Olympique Lyon (27), OSC Lille (88) |
| 17   | Loïc Amisse                        | 1973–1990 | 503    | FC Nantes (503) |
| 18   | Florent Balmont                    | 2000–2019 | 502    | Olympique Lyon (11), FC Toulouse (34), OGC Nizza (139), OSC Lille (253), FCO Dijon (65)                                                             |
|      | Maxime Bossis                      | 1973–1991 | 502    | FC Nantes (413), Matra Racing Paris (89) |
|      | Albert Rust                        | 1972–1990 | 502    | FC Sochaux (389), Montpellier La Paillade SC (113)                                                                                                  |
| 21   | Didier Sénac                       | 1977–1995 | 501    | RC Lens (275), Girondins Bordeaux (226) |

## Statistik
Die insgesamt 11.334 Erstligaspiele dieser 21 Mitglieder des „500er-Clubs“ wurden bei 26 Vereinen bestritten, davon alleine 2.868 Partien (durch 7 Spieler) beim FC Nantes und 1.138 Partien (von 4 Spielern) bei den Girondins Bordeaux. Es folgen Paris Saint-Germain (1.075/6), Stade Reims (803/2), AS Monaco (670/2), FC Metz (620/2), Racing Strasbourg (511/4) und der OSC Lille (460/3).
Sechs Spieler haben die 500er-Grenze sogar bei einem einzigen Verein erreicht bzw. übersprungen, nämlich Ettori (602 für Monaco), Michel, Bertrand-Demanes (jeweils 532 für Nantes), Giresse (519 für Bordeaux), Amisse (503 für Nantes) und Jonquet (502 für Reims).
Im Mittel benötigte ein Spieler dieser Liste gut 17 Jahre, um seine Gesamtzahl an Spielen zu erreichen. Teilt man die Zeit seit 1945 in entsprechend lange Abschnitte auf, konzentriert sich das Karriereende eindeutig auf den Zeitraum 1979–1996 (15 der 20 Spieler); danach ist es bisher nur noch Sylvain Kastendeuch, Mickaël Landreau und – jeweils ausschließlich mit Einsätzen im 21. Jahrhundert – Sylvain Armand sowie dem weiterhin aktiven Florent Balmont gelungen, die „Fünfhunderter-Grenze“ zu erreichen. Verantwortlich dafür ist insbesondere das Bosman-Urteil von 1995 mit seiner Konsequenz einer verstärkten Abwanderung französischer Spieler in andere europäische Ligen, obwohl die höchste Spielklasse des Landes sich auch heute noch durch eine vergleichsweise hohe „Vereinstreue“ auszeichnet.
Theoretisch wäre möglich, dass auch Spieler, die vor 1945 mit ihrer Karriere in der Division 1 begonnen haben, es auf 500 Spiele gebracht haben. Allerdings fehlen diesen sechs Jahre (von 1939/40 bis 1944/45), in denen die stattgefundenen Meisterschaftsspiele nicht als offiziell zu zählende gelten. Wenn also ein damals 18-Jähriger beispielsweise 1932 begonnen hat, hätte er aufgrund dieser Unterbrechung bis 1939 und von 1945 bis 1955 nahezu alle Meisterschaftsspiele absolvieren müssen und wäre dann 41 Jahre alt gewesen – nicht unmöglich, aber auch in Frankreich ein höchst seltener Fall.

## Die noch aktiven Spieler mit den meisten Ligue-1-Einsätzen
Von den Profifußballern, die zu Saisonbeginn 2019/20 bei einem französischen Erstligisten unter Vertrag stehen, verzeichnen folgende Spieler die meisten Ligue-1-Einsätze:
| Rang | Name (Torhüter kursiv dargestellt) | Geburts- jahr | Spiele | aktueller Verein    |
| ---- | ---------------------------------- | ------------- | ------ | ------------------- |
| 01   | Florent Balmont                    | 1980          | 502    | FCO Dijon           |
| 02   | Vitorino Hilton                    | 1977          | 459    | HSC Montpellier     |
| 03   | Daniel Congré                      | 1985          | 431    | HSC Montpellier     |
| 04   | Jimmy Briand                       | 1985          | 424    | Girondins Bordeaux  |
| 05   | Souleymane Camara                  | 1982          | 413    | HSC Montpellier     |
| 06   | Stéphane Ruffier                   | 1986          | 410    | AS Saint-Étienne    |
| 07   | Mathieu Bodmer                     | 1982          | 409    | SC Amiens           |
| 08   | Steve Mandanda                     | 1985          | 400    | Olympique Marseille |
| 09   | Dimitri Payet                      | 1987          | 386    | Olympique Marseille |
| 10   | Jérémy Morel                       | 1984          | 371    | Stade Rennes        |
| 11   | Loïc Perrin                        | 1985          | 366    | AS Saint-Étienne    |
| 12   | Kévin Monnet-Paquet                | 1988          | 343    | AS Saint-Étienne    |

Dass selbst auf der Basis von bisheriger Einsatzzahl, Alter und Spielposition beruhende Prognosen, ob einer von diesen noch den Sprung in den „Club der 500er“ schaffen wird, sinnlos sind, lässt sich exemplarisch am Beispiel von Grégory Coupet zeigen: aufgrund einer Verletzung verpasste der Torhüter, der bis dahin bereits 417 Erstligapartien zu verzeichnen hatte, 2007/08 nahezu die gesamte Hinrunde, so dass er es nur auf 19 von 38 Saisonspielen gebracht hat. 2008 war er ins Ausland gewechselt, kehrte 2009 nach Frankreich zurück und beendete seine Karriere 2011 nach 467 Erstligaeinsätzen. Zwischenzeitlich war Coupet von Mickaël Landreau überholt worden, der am 13. Februar 2011 zu seinem 500. Ligue-1-Spiel kam.

## Ausländische Ligue-1-Rekordspieler
Hierin sind auch solche Spieler enthalten, die später zusätzlich zu ihrer ursprünglichen die französische Staatsangehörigkeit angenommen haben oder bei denen zu Letztgenannter später eine weitere hinzukam.
| Rang | Name                       | Jahre     | Spiele |
| ---- | -------------------------- | --------- | ------ |
| 01   | Vitorino Hilton            | 2004–2019 | 459    |
| 02   | Delio Onnis                | 1971–1986 | 449    |
| 03   | Souleymane Camara          | 2001–2019 | 413    |
| 04   | Jaroslav Plašil            | 2000–2019 | 411    |
| 05   | Michel Der Zakarian        | 1981–1997 | 373    |
| 06   | Abdelkrim Merry („Krimau“) | 1974–1989 | 355    |
| 07   | Gernot Rohr                | 1977–1989 | 351    |
| 08   | François M’Pelé            | 1969–1981 | 349    |
| 09   | Rachid Mekhloufi           | 1954–1970 | 341    |
| 10   | Souleymane Diawara         | 1998–2015 | 339    |
| 11   | Carlos Monín               | 1962–1973 | 325    |
| 12   | David Jemmali              | 1995–2010 | 324    |
| 13   | Ángel Rambert              | 1960–1970 | 316    |
| 14   | Rubén Umpiérrez            | 1978–1989 | 315    |

Hilton und Camara sind auch in der Saison 2019/20 noch in der Ligue 1 aktiv.